# Neuhaus-Schierschnitz
Neuhaus-Schierschnitz è una frazione del comune tedesco di Föritztal.

## Storia
Nel 2018 il comune di Neuhaus-Schierschnitz venne fuso con i comuni di Föritz e Judenbach, formando il nuovo comune di Föritztal.